# Soul Sacrifice
«Soul Sacrifice» es una canción interpretada por la banda estadounidense Santana. Fue publicada como la canción de cierre de su álbum debut homónimo.

## Antecedentes
«Soul Sacrifice» fue una de las primeras composiciones de la banda. Carlos Santana recordó que el grupo lo escribió cuando se unió el bajista David Brown. Ha sido descrita como “un ejemplo perfecto de la amalgama de ritmos de guaguancó del viejo mundo y cortes estrictamente estadounidenses” e incluye “interacción entre Santana y [Gregg] Rolie [...] rematada por las congas de [Mike] Carabello y [José ‘Chepito’] Areas y la sinuosa batería y bajo de [Mike] Shrieve y Brown”.
Antes del lanzamiento de su álbum, Santana, entonces una banda en gran parte desconocida, interpretó «Soul Sacrifice» como su número de cierre en el Festival de Woodstock. “Fueron el único acto que tocó sin un disco; fue incomparable. Santana pasó de Woodstock a estar en demanda mundial casi de la noche a la mañana”. En varias entrevistas, Santana recordó haber experimentado los efectos de los psicodélicos durante la actuación, pero se armó para el final. “Cuando llegamos a «Soul Sacrifice», había regresado de un viaje bastante intenso. En última instancia, sentí que nos habíamos conectado con muchos corazones en Woodstock”.

## Posicionamiento
| Gráfica (1970)                          | Pico de posición |
| --------------------------------------- | ---------------- |
| Bélgica (Valonia) (Ultratop 50 Singles) | 33               |
| Países Bajos (Nederlandse Top 40)       | 24               |
| Países Bajos (Single Top 100)           | 16               |